# Luca Visentini

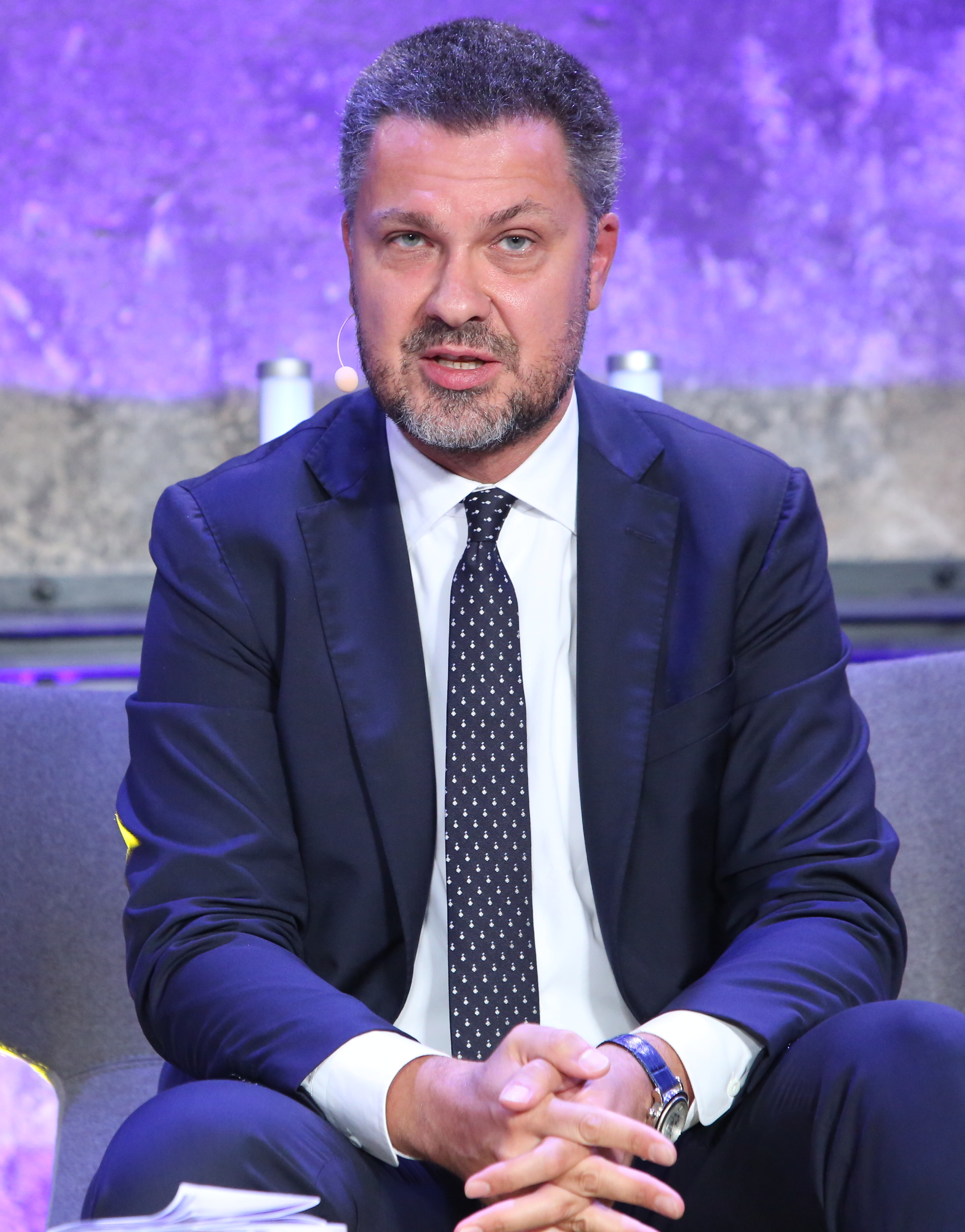
Luca Visentini (2017)

Luca Visentini (* 1969 in Udine) ist ein italienischer Gewerkschafter und Dichter. Er war seit dem 5. Weltkongress des Internationalen Gewerkschaftsbundes im November 2022 Generalsekretär des IGB, seine Funktion ruhte seit Mitte Dezember 2022. Am 11. März 2023 wurde er von seinem Amt suspendiert. Von 2015 bis 2022 war er Generalsekretär des Europäischen Gewerkschaftsbundes.

## Werdegang
Nach einem Philosophiestudium an der Universität Triest in Norditalien stieß er 1989 zur Unione Italiana de Lavoro (UIL), wo er zunächst für die Jugendarbeit der Gewerkschaft zuständig war. Im selben Jahr wurde er Generalsekretär des Verbands der UIL für Tourismus, Handel und Dienstleistungen in der Region Friaul-Julisch Venetien.
1996 wurde er Generalsekretär der UIL in Friaul-Julisch Venetien, Mitglied des nationalen Lenkungsausschusses und des Präsidiums sowie Generalsekretär der Konföderalen Arbeitskammer von Triest. Seine Tätigkeit betraf eine Reihe von Bereichen, u. a. Tarifverhandlungen und Löhne, sozialer Dialog, Industrie-, Arbeitsmarkt- und Wirtschaftspolitik, Sozialversicherung und öffentliche Dienste sowie Kommunikation und Personalwirtschaft.
Im darauffolgenden Jahr wurde er auf europäischer Ebene als Präsident des Interregionalen Gewerkschaftsrats (IGR), der Friaul-Julisch Venetien mit Kroatien verbindet, sowie als Mitglied des IGR-Koordinationsausschusses des EGB tätig. Von 2007 bis 2011 war er Vizepräsident dieses Ausschusses und Mitglied des Wirtschafts- und Beschäftigungsausschusses des EGB.
Ab November 2022 wurde Visentini Generalsekretär des Internationalen Gewerkschaftsbundes.
Am 9. Dezember 2022 wurde Visentini im Rahmen der Korruptionsaffäre um die stellvertretende EU-Parlamentspräsidentin Eva Kaili  und den ehemaligen EU-Abgeordneten Pier Antonio Panzeri festgenommen.  Panzeri leitete eine Stiftung namens „Fight Impunity“, die Gelder von Katar und Marokko erhalten hatte. Visentini wird vorgeworfen, in eine kriminelle Verschwörung verwickelt zu sein, um für Geld und andere Geschenke Lobbyismus für den Golfstaat Katar zu betreiben. Visentini hatte erst kurz vor seiner Festnahme eine vermeintliche „Verbesserung“ der Situation der Arbeitsmigranten in Katar behauptet und dessen Regierung dafür gelobt.
Nach der Befragung durch die belgischen Behörden wurde Luca Visentini am 11. Dezember aus der Haft entlassen. Sowohl der IGB als auch Visentini gaben zu den Ereignissen erste Stellungnahmen ab. Dabei wies der IGB ausdrücklich darauf hin, dass sich Verdachtsmomente und Untersuchungen zu keinem Zeitpunkt auf den IGB bezogen haben. Ab dem 14. Dezember ließ Visentini seine Funktion ruhen. Er gab zu, von der Stiftung „Fight Impunity“ 50.000 € erhalten zu haben. Eine Kommission des IGB untersuchte die Vorgänge und stellte fest, dass das Verhalten von Visentini nicht mit den gewerkschaftlichen Werten vereinbar sei. Am 11. März 2023 wurde er vom „General Council“ des IGB seines Amtes enthoben.

## Europäischer Gewerkschaftsbund
Auf dem 12. EGB-Kongress im Mai 2011 in Athen wurde Visentini zum Bundessekretär gewählt. Seine Aufgabengebiete umfassten:
- Tarifverhandlungen und Lohnpolitik;
- Migration und Mobilität;
- Bildung und Ausbildung;
- EU-Haushalt, Strukturfonds, wirtschaftlicher und sozialer Zusammenhalt, Regionalpolitik;
- IGR und das EURES-Netzwerk.

Er koordinierte die Tätigkeiten der Arbeitergruppe im Ausschuss des Europäischen Sozialfonds; im strukturierten Dialog für den Europäischen Struktur- und Investitionsfonds; im Beratenden Ausschuss für die Freizügigkeit der Arbeitnehmer; im Ausschuss der Generaldirektoren für Berufsbildung; im Beratenden Ausschuss für Berufsbildung und im Integrationsforum für Migranten.
Ab dem EGB-Kongress in Paris im Oktober 2015 war er nach seiner Wahl zum Generalsekretär des EGB auch als Generalsekretär des Paneuropäischen Regionalrats (PERC) tätig, der regionalen EGB-Organisation, die Gewerkschaften auf dem gesamten europäischen Kontinent vertritt.
Sein Amt übernahm nach seiner Wahl 2022 zum Generalsekretär des Internationalen Gewerkschaftsbundes Esther Lynch.

## Internationaler Gewerkschaftsbund
Auf dem 5. Weltkongress des IGB im November 2022 in Melbourne wurde Visentini zum Generalsekretär gewählt. Als Ziele wurden die Umsetzung des in der Kongresserklärung geforderten „neuen Sozialvertrags“ sowie der Dringlichkeitsentschließungen zum Iran, zur Bekämpfung der extremen Rechten und zur Invasion Russlands in die Ukraine beschlossen.
Visentini sieht als seine Prioritäten für den IGB den Aufbau und die Unterstützung von Frieden und Demokratie, eines neuen Wirtschaftsmodells und einer gerechten Klima- und Technologiewende  – um soziale Gerechtigkeit zu schaffen und den Aufstieg der extremen Rechten zu bekämpfen.

## Sonstige Tätigkeiten
Darüber hinaus war Visentini Präsident des ISSES, des Forschungsinstituts des UIL in Triest für historische, wirtschaftliche und soziale Studien (2006–2011), Präsident des Berufsbildungs- und Schulungsanbieters der UIL-Abteilung für Friaul-Julisch Venetien ENFAP (2002–2006) sowie Vorstandsmitglied der italienischen Internationalen Forschungszentren Elettra-Sincrotrone und AREA Science Park.
In seiner Freizeit betätigt sich Visentini als Dichter und Autor. Von 2004 bis 2012 veröffentlichte er vier Gedichtbände und Romane und war als Vorsitzender einer Reihe kultureller Vereinigungen und Netzwerke auf dem Gebiet der Literatur und des Theaters tätig.

## Poetik
- Traduzioni perdute, Ibiskos, 2004 (auch in englischer Übersetzung erhältlich)
- Corridoio 5, Racconti dal caffè di mezza Europa, Danilo Zanetti Editore, 2004
- Goffi erotismi pagani, Ibiskos, 2007
- Prima della rivoluzione, Lietocolle, 2012

## Dokumentarfilm
- Helmar Büchel: Gekaufte Politik? Europa in der Korruptionskrise. In: ZDF/Arte 2023, 11. April 2024 (91 Min.).